# Mirin de Paisley
Mirin de Paisley est un moine irlandais et un saint catholique et orthodoxe qui est mort vers 620. Il est fêté le 15 septembre.

## Éléments biographiques

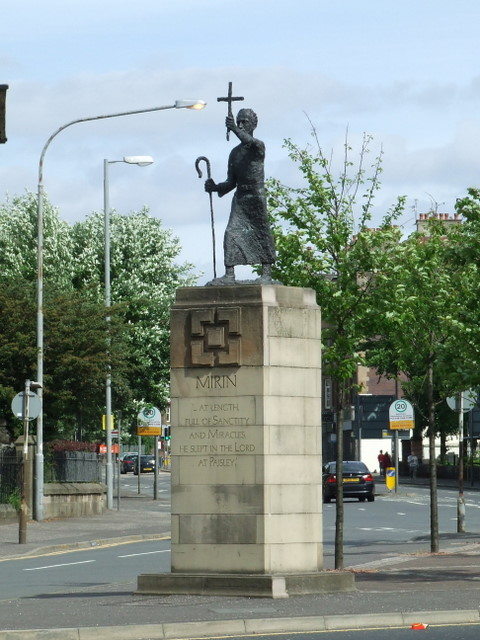
Statue de saint Mirin à Paisley.

Il est contemporain de Colomba d'Iona et disciple à Bangor en Irlande de son parent Comgall de Bangor. Il est vénéré à la fois en Irlande, son pays d'origine et en Écosse où il est venu comme missionnaire.
Il est le fondateur et le premier abbé de l’abbaye de Paisley (Renfrewshire, Écosse). Le sanctuaire de ce saint est devenu un lieu de pèlerinage.
L’île d’Inchmurrin (Loch Lomond) lui doit son nom. Il est le saint patron de Paisley, où la cathédrale, achevée en 1931, porte son nom. Le Saint Mirren Football Club, un club de football de Paisley, porte son nom.
Il est appelé aussi Murrin, en latin Merinus, Medranus, en gaélique Meadhran, ou Mirren de Bangor, bien que ce soit à Paisley qu'il est devenu célèbre et que son tombeau y ait été longtemps vénéré.